# Cantone di Aubagne-Est
Il Cantone di Aubagne-Est era una divisione amministrativa dell'arrondissement di Marsiglia.
A seguito della riforma approvata con decreto del 18 febbraio 2014, che ha avuto attuazione dopo le elezioni dipartimentali del 2015, è stato soppresso.

## Composizione
Comprendeva la parte orientale della città di Aubagne e i comuni di:
- Carnoux-en-Provence
- Cassis
- Cuges-les-Pins
- Gémenos
- Roquefort-la-Bédoule